# Операция «Ханджар»

 Операция «Ханджар» или Канжар («Удар мечом») — военная операция американских вооружённых сил (4000 солдат и офицеров) против талибов в провинции Гильменд, проводимая со 2 июля по 20 августа 2009 года.